# Безводна вулиця (Київ)
Безво́дна ву́лиця — зникла вулиця, що існувала в Московському, нині Голосіївському районі міста Києва, місцевість Цимбалів яр. Пролягала від вулиці Цимбалів яр.

## Історія
Вулиця виникла в 1-й половині XX століття під назвою Нова, назву Безводна вулиця набула 1944 року. Ліквідована у зв'язку зі зміною забудови та переплануванням місцевості 1977 року.